# Гартманнсдорф (Грайц)
Гартманнсдорф (нім. Hartmannsdorf) — громада в Німеччині, розташована в землі Тюрингія. Входить до складу району Грайц.
Площа — 3,41 км2. Населення становить Невірний параметр metadata 16 076 026 ос. (станом на 31 грудня 2021).